# Трибуна Уффіці
43°46′05″ пн. ш. 11°15′21″ сх. д. / 43.7681° пн. ш. 11.2557° сх. д.

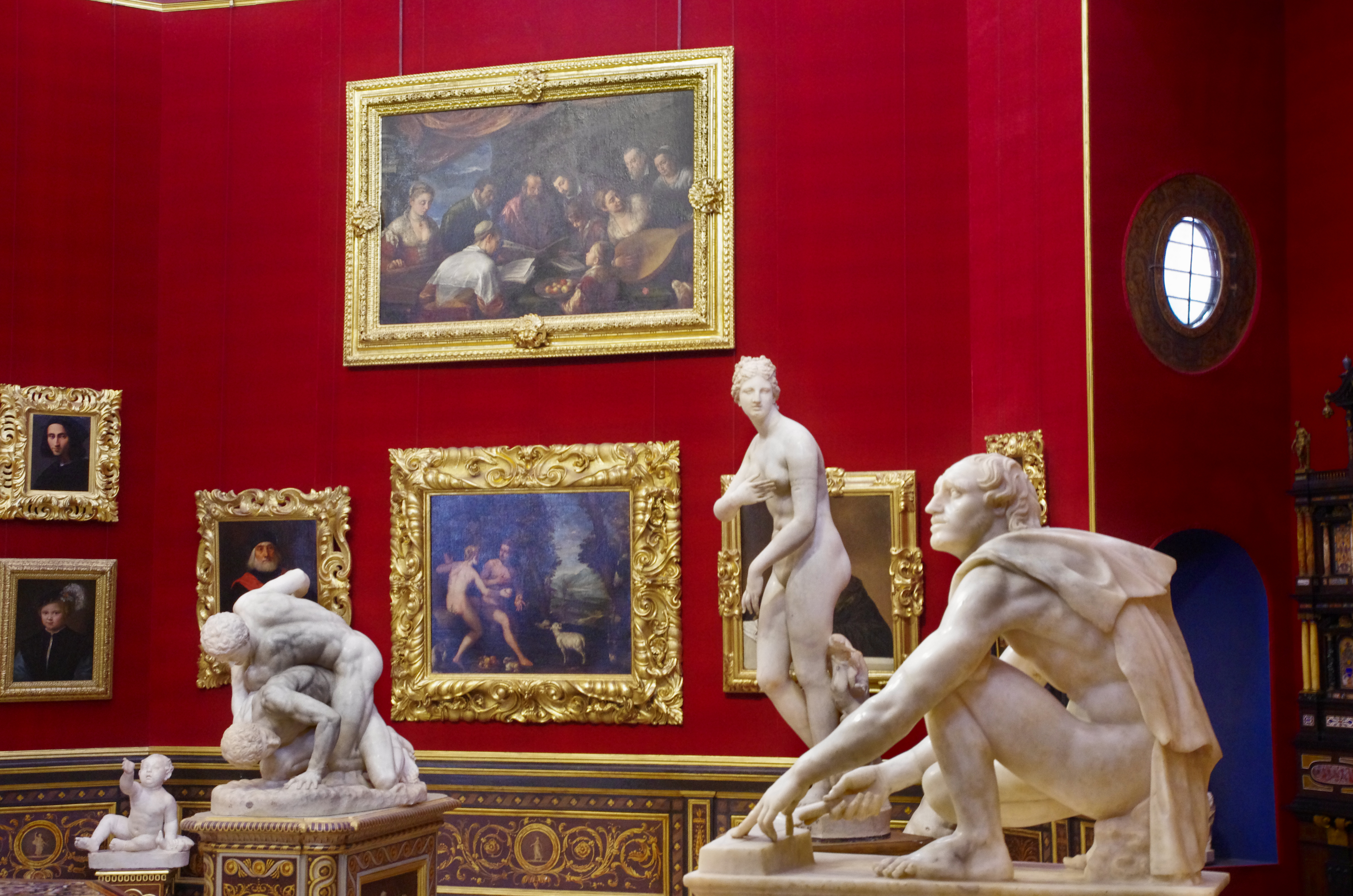
У «Трибуні Уффіці»

Трибу́на Уффі́ці або просто «Трибуна» (італ. Tribuna degli Uffizi, la Tribuna) — восьмикутна зала у «Галереї Уффіці» у Флоренції. Збудована за проектом архітектора Бернардо Буонталенті у 1584 році на замовлення герцога Франческо I Медічі. Призначенням зали було розміщення художніх скарбів родини Медічі — античних стародавностей і творів Високого Відродження. 1737 року Велика герцогиня Анна Марія Луїза Медічі заповіла колекцію місту, і ще до 1770-х років «Галерея» (зокрема, «Трибуна») стала найвизначнішою пам'яткою Флоренції, центром уваги приїжджих.
Північна-східна частина «Трибуни» стала предметом картини британського художника німецького походження Йоганна Цоффані, що так і називається — «Трибуна Уффіці».